# Tartománymodell

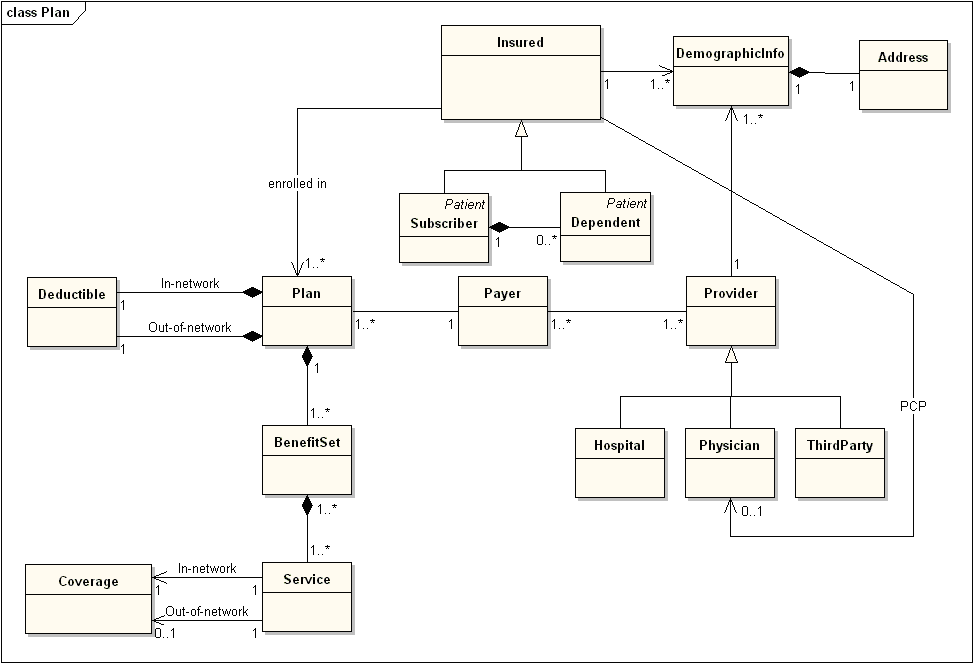
Minta tartománymodell egészségbiztosítási tervhez

A szoftverfejlesztésben a tartománymodell (domain model) a tartomány (egy számítógépes program célzott tárgyköre) olyan fogalmi modellje, amely magában foglalja a viselkedést és az adatokat is. Az ontológiatechnikában a tartománymodell egy tudástartomány formális reprezentációja fogalmakkal, szerepekkel, adattípusokkal, egyedekkel és szabályokkal, jellemzően leíró logikára alapozva.

## Áttekintés
A tartománymodell absztrakciók rendszere, amely az ismeretek, hatások vagy tevékenységek területének (egy tartománynak) kiválasztott aspektusait írja le. A modell ezután felhasználható az adott területtel kapcsolatos problémák megoldására. A tartománymodell az adott tartományhoz tartozó, a szoftverben modellezendő, értelmes, valós fogalmak reprezentációja. A fogalmak közé tartoznak az üzleti tevékenységben érintett adatok és az üzleti tevékenység által az adatokkal kapcsolatban használt szabályok. A tartománymodell a tartomány természetes nyelvét használja.
A tartománymodell általában a szakterület szókincsét használja, így lehetővé teszi, hogy a modell reprezentációját a nem műszaki érdekeltek számára is közölni lehessen. A modell nem utalhat semmilyen tervezett technikai megvalósításra, például adatbázisokra vagy szoftverkomponensekre.

## Használat
A tartománymodellt általában objektummodellként valósítják meg egy rétegen belül, amely egy alacsonyabb szintű réteget használ a fennmaradás érdekében, és "közzétesz" egy API-t egy magasabb szintű rétegnek, hogy hozzáférjen a modell adataihoz és viselkedéséhez.
Unified Modeling Language-ben (UML) osztálydiagramot használnak a tartománymodell ábrázolására.

## Fordítás
Ez a szócikk részben vagy egészben  a   Domain model című angol Wikipédia-szócikk ezen változatának fordításán alapul.  Az eredeti cikk szerkesztőit annak laptörténete sorolja fel. Ez a jelzés csupán a megfogalmazás eredetét és a szerzői jogokat jelzi, nem szolgál a cikkben szereplő információk forrásmegjelöléseként.

## Kapcsolódó szócikk
- Domainvezérelt tervezés